# Emil Scheibe
Emil Scheibe (* 23. Oktober 1914 in München; † 21. Dezember 2008 ebenda) war ein deutscher Maler und Grafiker. Er war Mitglied der Münchener Secession.

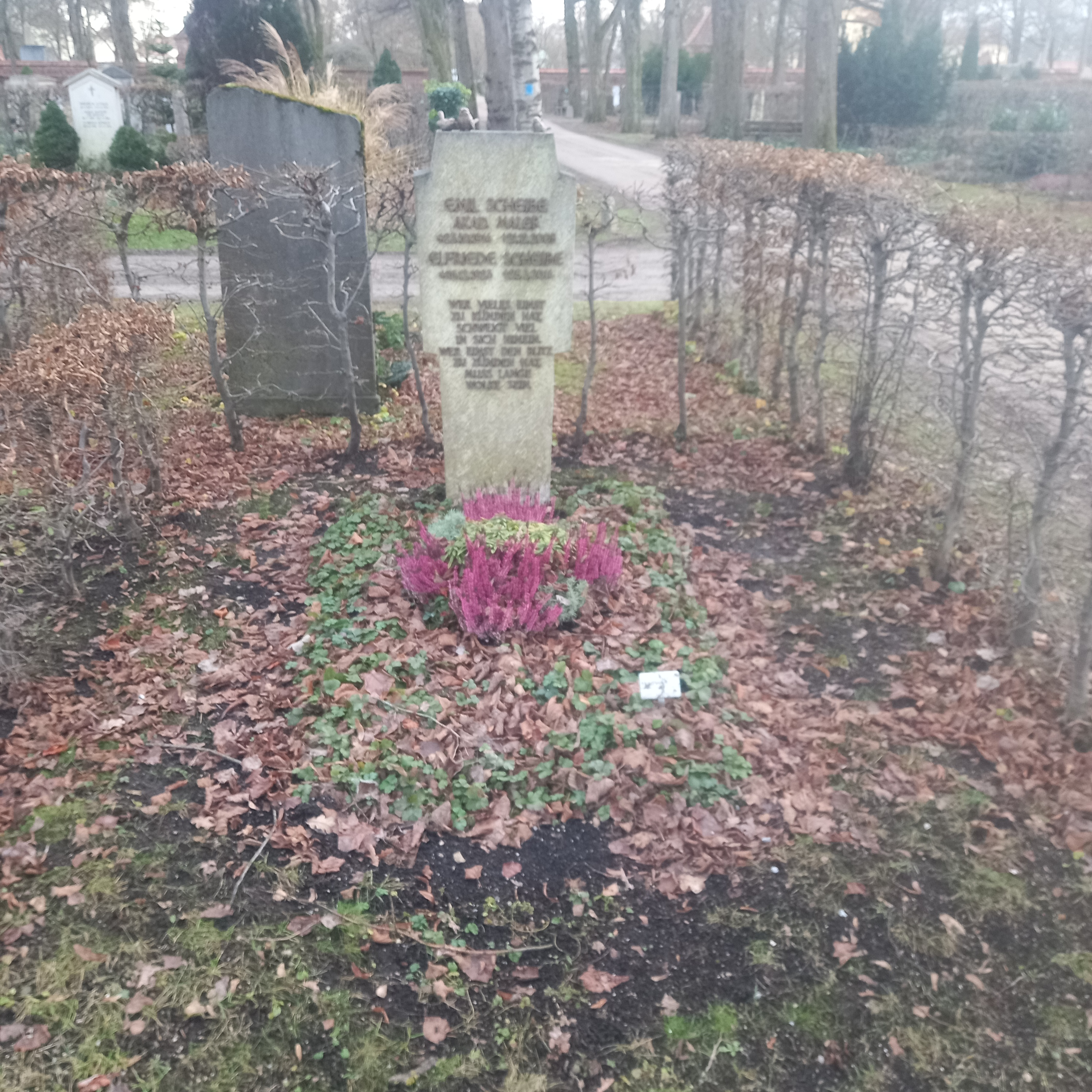
Das Grab von Emil Scheibe und seiner Ehefrau Elfriede auf dem Nordfriedhof (München)

## Leben und Wirken
Emil Scheibe war der Sohn eines Textilkaufmannes aus Gera und der aus Schmidmühlen stammenden Margareta Knauer. Sein Vater fiel 1916 im Ersten Weltkrieg. Von 1935 bis 1939 studierte Scheibe an der Akademie der Bildenden Künste München bei Adolf Schinnerer und an der Akademie für Angewandte Kunst München bei Josef Hillerbrand, dort legte er sein Examen als Kunsterzieher bei Josef Bergmann ab. 1940 lehrte er in Schweinfurt, wo er mit ersten Ölbildern vor allem Porträts schuf.
Im Zweiten Weltkrieg war Scheibe von 1941 bis 1945 im Kriegsdienst eingesetzt. Während dieser Zeit malte er gelegentlich Porträts von Soldaten und Vorgesetzten. Von 1941 bis 1944 war er in jeder Großen Deutschen Kunstausstellung im Münchner Haus der Deutschen Kunst vertreten. Das 1941 ausgestellte Aquarell „Abend am Main“ wurde von Joseph Goebbels erworben, den „Fränkischen Bauernbub“ kaufte der Würzbürger Oberbürgermeister Theo Memmel, andere ausgestellte Werke tragen die Titel „Meine Mutter im Kriegsjahr 1940“, „Gudrun“ und „Sommerliche Idylle“.
Von 1945 bis 1948 wirkte Scheibe als freier Maler in Heidelberg, wo er seinen eigenen Stil entwickelte. Nach seiner Rückkehr nach München war er von 1949 bis 1951 als Kunsterzieher am Dom-Gymnasium Freising tätig.
1950 wurde Emil Scheibe ein Mitglied der Münchener Secession. Bedingt durch die Zeit des Nationalsozialismus wurde die Münchener Secession 1938 aufgelöst, nahm jedoch 1946, nach dem Zweiten Weltkrieg, ihre Tätigkeit wieder auf. Im Jahr 1954 gründete Scheibe die Künstlergruppe Münchner Realisten, deren Mitglieder „dem herrschenden Zeitgeschmack zum Trotz gegenständlich arbeiteten.“ Walter Habdank, Albert Heinzinger, Fritz Baumgartner und weitere Maler gehörten zu dieser Gruppierung, die 1956 im Kloster Tegernsee mit einer ersten Ausstellung an die Öffentlichkeit trat.
1955 wurde er Mitglied in der Künstlergruppe Pavillon, die im Kunstpavillon des alten Botanischen Gartens in München bei ihrer zweiten Ausstellung 1951 Otto Dix und Otto Pankok ausgestellt hatten. Um 1960 entstand die Gruppe Neuer Realismus.

## Ausstellungen
Scheibes Werke waren von 1941 bis 1944 in jeder Großen Deutschen Kunstausstellung im Münchner Haus der Deutschen Kunst vertreten. Weitere Ausstellungen hatte er unter anderem in der Katholischen Akademie in Bayern (1975), in der Martinskirche zu Sindelfingen (1979), in der Stadtbibliothek zu Merzig (1980), in St. Egidien Nürnberg (1981), in der Marktkirche Hannover (1987), in der Städtischen Galerie Albstadt (1986, 1997), sowie in Kunstvereinen wie dem Nassauischen Kunstverein Wiesbaden, dem Kunstverein Reutlingen und dem Kunstverein Wunstorf.
In Retrospektiven wurden seine Werke anlässlich seines 80. Geburtstags im Jahr 1994 sowie seines 90. Geburtstags im Jahr 2004 in München präsentiert.

## Auszeichnungen
- 1982: Seerosenpreis der Stadt München[21]